# Paul Lachenal
Paul Lachenal (Ginebra, Suiza, 7 de diciembre de 1884 - ibid., 10 de marzo de 1955) fue un hombre político suizo, protestante y miembro del Partido radical-democrático.

## Biografía
Su familia del lado paterno era originaria de Compesières, Ginebra. Era hijo de Jean-François Lachenal (1846-1907) y de Louise-Marie Gleckner (1846-1915). Hizo estudios universitarios en Ginebra y Bonn (Alemania). Después de haber obtenido la licencia en Derecho en Ginebra en 1906, trabajó en el bufete de su tío Adrien Lachenal (futuro consejero federal). Fue sustituto del Fiscal general entre 1908 y 1911, y luego abogado desde 1912. El mismo año, será asociado en el bufete de M Eugène Borel. Fue Juez suplente en el Tribunal de Primera instancia de 1919 a 1930, miembro del Tribunal de casación de 1942 a 1954, presidente de esta jurisdicción de 1946 a 1948.
Fue elegido concejal de la ciudad de Ginebra entre 1914 y 1922, y diputado en el gran Consejo ginebrino de 1916 a 1930 y después de 1936 a 1945. Presidente del Gran Consejo en 1924 y nuevamente en 1925, 1927, 1930 y 1938. En 1930, es electo consejero de Estado. Presidente del Consejo de Estado en 1933.
En 1927, el Consejo de la Sociedad de las Naciones lo designa presidente del tribunal arbitral mixto germano-polaco, cargo que ocupará durante varios años, hasta la clausura de este tribunal.
Melómano cultivado, fue miembro fundador y presidente de la Orquesta de la Suisse romande y también el primer presidente de Pro Helvetia (1940-1952). Al finalizar los años 30, preside los amigos del Museo de Arte y de Historia de Ginebra. Como miembro y ocasionalmente incluso delegado del Comité internacional para la salvaguarda de la Herencia de arte español, creado en enero de 1939, jugará un rol importante en la operación de salvaguarda de cuadros del museo del Prado, que encontraron refugio en Ginebra; 174 de estas pinturas estuvieron expuestas en las salas del Museo de arte e historia de Ginebra en junio, julio y agosto de 1939. La exposición atrajo a 400'000 visitantes. Amigo del pintor Edmond Bille, Paul Lachenal ha sido igualmente el abogado en Suiza del pintor Pablo Picasso y padrino de su hijo Paul, a quien daba cobijo durante la Segunda Guerra Mundial.
Se casó en 1915 con Elisabeth Alice Lachenal Jenny (1890-1943). De esta unión nacieron: Élisabeth Werner-Lachenal, François Lachenal y Ariane Garbade Lachenal, madre del pintor Daniel Garbade.

## Publicaciones
- A propos du suffrage féminin, Rapport de minorité présenté au Grand Conseil le 18 mai 1918, Imprimerie Kundig, 1918.

- La liquidation des biens allemands dans la partie ci-devant russe de la Pologne: jugement rendu le 1er Août 1929, Genève, s.n.,1929.

- L'interprétation de l'article 302, al. 4 du Traité de Versailles: jugement du Tribunal arbitral mixte germano-polonais, Genève, Tribunal arbitral mixte germano-polonais, 1929.

- La situation politique du canton de Genève, Imprimerie de la Tribune de Genève, 1934.

- Propos sur quelques problèmes suisses: exposé sur la politique actuelle de la Suisse présenté à la Commission permanente II (Politique générale et éducation) du Parti radical démocratique suisse, Genève, Imprimerie centrale, 1940, 34 pages.

- La séparation des pouvoirs dans la Confédération suisse spécialement au point de vue de la délégation du droit de légiférer, Actes de la Société suisse des juristes, Bâle, Helbing & Lichtenhahn, 1943, pp. 340-401.

- Avant-propos au Catalogue de l'Exposition Jean-Etienne Liotard (1702-1789), Johann Heinrich Füssli (1741-1825), Musée de l'Orangerie (Paris), Zurich, Imprimerie de la Neue Zürcher Zeitung, 1948.